# La Candelaria, Nuevo León
La Candelaria är en ort i Mexiko.   Den ligger i kommunen García och delstaten Nuevo León, i den centrala delen av landet, 700 km norr om huvudstaden Mexico City. La Candelaria ligger 1 015 meter över havet och antalet invånare är 410.
Terrängen runt La Candelaria är kuperad åt nordväst, men åt sydost är den bergig. Runt La Candelaria är det ganska tätbefolkat, med 155 invånare per kvadratkilometer. Närmaste större samhälle är García, 18,4 km nordost om La Candelaria. Omgivningarna runt La Candelaria är i huvudsak ett öppet busklandskap.